# Galgagnano
Galgagnano (lombardul: Galgagnàn) település Olaszországban, Lombardia régióban, Lodi megyében. Lakosainak száma 1322 fő (2023. január 1.). Galgagnano Boffalora d’Adda, Cervignano d’Adda, Mulazzano, Montanaso Lombardo és Zelo Buon Persico községekkel határos.

## Népesség
A település lakossága az elmúlt években az alábbi módon változott:
| Lakosok száma | 1223 | 1263 | 1322 |
|               | 2017 | 2018 | 2023 |